# 石坂結
石坂 結（いしざか ゆい、1988年3月18日 - ）は、日本のアイドル。東京都出身。血液型はO型。
芸能人女子フットサルチーム「TEAM dream」に在籍していたが、現在はチームは解散している。

## 出演

### テレビ
- テレビ朝日系「目撃ドキュン!!」（1995年）
- フジテレビ系「報道2001SP」（1998年）
- フジテレビ系「スタードッキリ㊙報告」（1998年）
- テレビ東京系「ゲームEX」（2001年）
- TBS系ドラマ「ママまっしぐら」（2002年）
- よさこい特番（2002年、地方局）
- フジテレビ系「恋するフットサル」（2006年）
- つくばTV「グラドルTV371」（2007年）メインMC

### 映画
- 「ちぎれ雲〜いつか老人介護」（1998年）

### CM
- さとうのごはん（2001年）
- さとうのきりもち（2001年）
- 日清 麺職人（2002年）
- かっぱえびせん（2002年）ボイス
- ポケモンふりかけ（2002年）ボイス

### ビデオ
- 天然素材（2001年）

### ミュージカル
- 「オンリーワン 〜未来へのテイクオフ〜」（2002年）
劇団オンリー所属ユニット、サザンクロスの ユー 役として出演。
- アミューズ25周年記念企画ミュージカル 「ふたり」（2003年）
原作：赤川次郎「ふたり」